# Dysplastique
Ne doit pas être confondu avec Dysplasique.
Le dysplastique — du grec ancien δυς / dys marquant une idée de difficulté et πλασσειν / plassein, « façonner ou intervention modifiant les formes ou les rapports des organes » — est un type morphologique qui dans le vocabulaire de Kretschmer[réf. souhaitée] présente des singularités plastiques plus ou moins accrues, différant de celles décrites dans les trois autres biotypes. Cela compose un groupe varié et hétérogène où se retrouvent divers troubles et difformités tels que le nanisme, le gigantisme, etc.
Il serait plus disposé à présenter une personnalité d'épileptoïde visqueux.